# Isaac Murphy
Pour les articles homonymes, voir Murphy.
Isaac Murphy, né le 16 octobre 1799 près de Pittsburgh (Pennsylvanie) et mort le 8 septembre 1882 à Huntsville (Arkansas), est un homme politique républicain américain. Il est gouverneur de l'Arkansas entre 1864 et 1868, premier élu à la période de reconstruction après la guerre de Sécession.

## Biographie
Il est également connu pour avoir été le seul à voter contre la sécession lors de la convention sécessionniste d'Arkansas.
Vers 1849, rencontrant des difficultés financières, Isaac Murphy quitta l'Arkansas pour la Californie dans le but de faire fortune en participant à la ruée vers l'or. Il rentra en Arkansas en 1854 avec guère plus que ce qu'il avait avant de partir.